# Гаїчка білоброва
Гаїчка білоброва (Poecile superciliosus) — вид горобцеподібних птахів родини синицевих (Paridae).

## Поширення
Ендемік Китаю. Поширений у горах центральної частини країни та у Тибеті. Гніздиться в альпійських чагарникових лісах Berberis, Rhamnus, Rhododendron і Salix, на висоті 3000–4000 м, взимку опускаючись трохи нижче до хвойних лісів.